# كلفن نج
كلفن نج هو سياسي كندي، ولد في 10 نوفمبر 1958 في فانكوفر في كندا. حزبياً، نشط في حكومة توافقية.